# Пюильборо
Пюильборо́ (фр. Puilboreau) — коммуна во Франции, находится в регионе Пуату — Шаранта. Департамент коммуны — Приморская Шаранта. Входит в состав кантона Ла-Рошель 5-й кантон. Округ коммуны — Ла-Рошель.
Код INSEE коммуны — 17291.

## Население
Население коммуны на 2010 год составляло 5361 человек.
| 1962 | 1968 | 1975 | 1982 | 1990 | 1999 | 2010 |
| ---- | ---- | ---- | ---- | ---- | ---- | ---- |
| 1342 | 1484 | 2109 | 2634 | 4067 | 4619 | 5361 |